# Sciara distigma
Sciara distigma är en tvåvingeart som beskrevs av Edwards 1924. Sciara distigma ingår i släktet Sciara och familjen sorgmyggor.
Artens utbredningsområde är Fiji. Inga underarter finns listade i Catalogue of Life.